# Buniaki
Buniaki (deutsch Mathildenhof) ist ein kleiner Ort in der polnischen Woiwodschaft Ermland-Masuren, der zur Gmina Ełk (Landgemeinde Lyck) im Powiat Ełcki (Kreis Lyck) gehört.

## Geographische Lage
Buniaki liegt sechs Kilometer westlich der Kreisstadt Ełk (Lyck) im südlichen Osten der Woiwodschaft Ermland-Masuren.

## Geschichte
Mathildenhof war bis 1945 ein Gut in der Gemeinde Bartossen (1938–1945 Bartendorf, polnisch Bartosze) und wurde vor 1857 als Abbau Hüllmann gegründet. Am 14. August 1857 wurde der Ortsname in Mathildenhof geändert. Über die Muttergemeinde Bartossen war der Gutsort in den Kreis Lyck im Regierungsbezirk Gumbinnen (ab 1905 Regierungsbezirk Allenstein) in der preußischen Provinz Ostpreußen eingegliedert. Im Jahr 1905 lebten hier 14 Einwohner in zwei Wohnhäusern.
In Kriegsfolge kam der Ort mit dem gesamten südlichen Ostpreußen zu Polen und erhielt die polnische Namensform Buniaki. Er ist heute mit dem Nachbarort Judziki (Judzicken, 1938–1945 Gutenborn) in das Schulzenamt (polnisch Sołectwo) Bartosze (Bartossen, 1938–1945 Bartendorf) einbezogen und somit eine Ortschaft im Verbund der Gmina Ełk (Landgemeinde Lyck) im Powiat Ełcki (Kreis Lyck), vor 1988 der Woiwodschaft Suwałki, seither der Woiwodschaft Ermland-Masuren zugehörig.

## Religionen
Mathildenhof war bis 1945 in die evangelische Pfarrkirche Lyck in der Kirchenprovinz Ostpreußen der Evangelischen Kirche der Altpreußischen Union und in die katholische Kirche St. Adalbert in Lyck im Bistum Ermland eingepfarrt.
Auch heute besteht der kirchliche Bezug Buniakis sowohl katholischer- als auch evangelischerseits zur Kreisstadt Ełk.

## Verkehr
Buniaki liegt an einem sehr bedeutsamen Verkehrsweg, der polnischen Landesstraße 16 (einstige deutsche Reichsstraße 127), die die drei Woiwodschaften Kujawien-Pommern, Ermland-Masuren und Podlachien verbindet. Die nächste Bahnstation ist Bartosze und liegt an der Bahnstrecke Czerwonka–Ełk (deutsch Rothfließ–Lyck), die allerdings nur noch sporadisch im Güterverkehr befahren wird.